# Atlangatepec
Atlangatepec è una città dello stato di Tlaxcala, nel Messico centrale, capoluogo della omonima municipalità.
La municipalità conta 6.018 abitanti (2010) e ha un'estensione di 108,13 km².